# Nourredine Kourichi
Nourredine Kourichi (Ostricourt, 12 aprile 1954) è un ex calciatore algerino, di ruolo difensore.